# Denisa Allertová
Denisa Allertová (nació el 7 de marzo de 1993 en Praga) es una jugadora de tenis checa.
Allertová ha ganado nueve singles y dos títulos de dobles en el ITF Tour en su carrera. El 21 de marzo de 2016, alcanzó su mejor ranking en el cual fue 55 del mundo. El 1 de agosto de 2016, alcanzó el puesto número 291 del mundo en el ranking de dobles.

## Títulos WTA (0; 0+0)

### Individual (0)
| Leyenda                    |
| Grand Slam (0)             |
| Juegos Olímpicos (0)       |
| WTA Tour Championships (0) |
| Premier Mandatory (0)      |
| Premier 5 (0)              |
| Premier (0)                |
| International (0)          |

#### Finalista (1)
| N.º | Fecha                    | Torneo    | Superficie | Oponente en la final | Resultado |
| --- | ------------------------ | --------- | ---------- | -------------------- | --------- |
| 1.  | 26 de septiembre de 2015 | Guangzhou | Dura       | Jelena Janković      | 2-6, 0-6  |

## Títulos ITF

### Individual
| Leyenda: Antes de 2016 | Leyenda: A partir de 2017 |
| ---------------------- | ------------------------- |
| Torneos de $100,000    |                           |
| Torneos de $75,000     | Torneos de $80,000        |
| Torneos de $50,000     | Torneos de $60,000        |
| Torneos de $25,000     |                           |
| Torneos de $15,000     | Torneos de $15,000        |
| Torneos de $10,000     | -                         |

| N.º | Fecha                   | Torneo                            | Superficie | Oponentes            | Resultado        |
| --- | ----------------------- | --------------------------------- | ---------- | -------------------- | ---------------- |
| 1.  | 3 de diciembre de 2012  | Antalya, Turquía                  | Arcilla    | Natalija Kostić      | 5-7, 7-5, 6-1    |
| 2.  | 14 de enero de 2013     | Sharm el-Sheikh, Egipto           | Dura       | Eugeniya Pashkova    | 6-2, 4-6, 7-6(1) |
| 3.  | 17 de marzo de 2014     | Antalya, Turquía                  | Dura       | Barbora Krejčíková   | 6-3, 6-2         |
| 4.  | 24 de marzo de 2014     | Antalya, Turquía                  | Dura       | Bibiane Schoofs      | 6-4, 6-3         |
| 5.  | 21 de abril de 2014     | Estambul, Turquía                 | Dura       | Yuliya Beygelzimer   | 6-2, 6-3         |
| 6.  | 9 de junio de 2014      | Budapest, Hungría                 | Arcilla    | Adrijana Lekaj       | 7-6(6), 7-6(3)   |
| 7.  | 23 de junio de 2014     | Siofok, Hungría                   | Arcilla    | Martina Borecká      | 6-2, 6-3         |
| 8.  | 28 de julio de 2014     | Plzen, República Checa            | Arcilla    | Anastasiya Vasylyeva | 6-1, 6-1         |
| 9.  | 1 de septiembre de 2014 | Alphen aan den Rijn, Países Bajos | Arcilla    | Teliana Pereira      | 6–3, ret.        |
| 10. | 6 de marzo de 2017      | Zhuhai, China                     | Dura       | Zheng Saisai         | 6–3, 2–6, 6–4    |

### Finalista
| N.º | Fecha                  | Torneo                   | Superficie | Oponentes               | Resultado     |
| --- | ---------------------- | ------------------------ | ---------- | ----------------------- | ------------- |
| 1.  | 15 de agosto de 2011   | Piestany, Eslovaquia     | Arcilla    | Hilda Melander          | 3-6, 3-6      |
| 2.  | 14 de julio de 2014    | Olomouc, República Checa | Arcilla    | Petra Cetkovská         | 6-3, 1-6, 4-6 |
| 3.  | 10 de agosto de 2016   | Praga, República Checa   | Arcilla    | María Teresa Torró Flor | 3-6, 6-7(5)   |
| 4.  | 7 de noviembre de 2016 | Bratislava, Eslovaquía   | Dura (i)   | Andreea Mitu            | 2-6, 3-6      |